# John Charles Burkill
John Charles Burkill (* 1. Februar 1900 in Holt, Norfolk; † 6. April 1993 in Sheffield) war ein britischer  Mathematiker, der sich mit Analysis beschäftigte.
Burkill besuchte die St. Paul´s School in London und studierte nach dem Gewinn eines Stipendiums 1917 und nach kurzer Zeit als Soldat im Ersten Weltkrieg ab 1919 am Trinity College der Universität Cambridge. 1921 machte er seinen Abschluss, forschte aber weiter an der Universität. 1922 promovierte er in Cambridge (über Oberflächenintegrale), wo er 1923 den Smith-Preis gewann. 1924 wurde er Professor an der Universität Liverpool. 1929 war er wieder in Cambridge als Lecturer und Fellow des Peterhouse, was er bis zum Ende seiner Karriere blieb. 1961 wurde er Reader. 1967 ging er zunächst in den Ruhestand, übernahm aber dann 1968 bis 1973 das Amt des Master des Peterhouse College. 1948 gewann er in Cambridge den Adams-Preis.
Burkill beschäftigte sich mit reeller Analysis und speziell Integrationstheorie (das Burkill-Integral ist nach ihm benannt) und veröffentlichte mehrere zu seiner Zeit bekannte Lehrbücher.
Er war seit 1928 verheiratet mit der deutschstämmigen Greta Braun und hatte drei Kinder. Zusammen unterstützten sie auch zahlreiche aus Deutschland während der nationalsozialistischen Herrschaft nach England geflüchtete Jugendliche und adoptierten zwei von ihnen, darunter den Mathematiker Harry Burkill. Auch Harry Reuter wurde von ihnen als Flüchtling aus Deutschland aufgenommen.
1953 wurde er Mitglied der Royal Society.

## Schriften
- The Lebesgue Integral, Cambridge University Press 1951
- First course in mathematical analysis, Cambridge University Press 1962
- A second course in mathematical analysis, mit Harry Burkill, Cambridge University Press, 1980, 2002
- The Theory of ordinary differential equations, Interscience, Oliver and Boyd 1956